# Молодой Валландер
«Молодой Валландер» (англ. Young Wallander) — драматический телесериал, основанный на произведениях Хеннинга Манкелла о вымышленном инспекторе Курте Валландере. Премьера сериала на Netflix состоялась 3 сентября 2020 года.
В ноябре 2020 года сериал был продлён на второй сезон.

## Актеры и персонажи
- Адам Полссон — Курт Валландер
- Ричард Диллейн — суперинтендант Хемберг
- Линн Бест — Фрида Раск
- Эллис Чаппелл — Мона
- Ясен Атур — Реза
- Чарльз Мнене — Баш
- Джейкоб Коллинс-Леви — Карл-Аксель Мунк
- Алан Эмрис — Густав Мунк
- Киза Дин — Мариам

## Производство
11 сентября 2019 года было объявлено о начале съемок. Хотя действие происходит в Мальмё, съемки прошли в Вильнюсе и его окрестностях.

## Прием критиков
Автор отзыва Эллен Э. Джонс в Guardian, поставившая сериалу 3 звезды из 5. «Приквел Netflix к романам и сериалам Валландера разворачивается в наши дни, вплетаясь в современную политику — но разве не была бы лучше история из прошлого?» Джонс считает, что более традиционный приквел, действие которого происходит в 1970-х, мог бы быть более интересным: "Только представьте, если бы в сериале исследовали и воссоздали Мальмё 70-х, где Валландер из Хенрикссона был бы новичком? Представьте, что вы исследуете, как именно то время и место — эра угонов самолётов, радикальная политика и победа Abba на Евровидении — сформировали характер Валландера? Вот над чем стоит задуматься.